# Giovanni il Popolano
Giovanni de Mèdici o senzillament Joan de Mèdici, anomenat Giovanni il Popolano (Florència, República de Florència 21 d'octubre de 1467 - San Pietro de Bagno, 14 de setembre de 1498) fou un noble italià de la família Mèdici.

## Família
Era fill de Pierfrancesco de Lorenzo de Mèdici i Laudomia Acciajuoli. Fou net per línia paterna de Llorenç de Mèdici el Vell i Ginevra Cavalcanti. Fou germà de Llorenç de Pierfrancesco de Mèdici. Es casà el 1497 amb Caterina Sforza, filla il·legítima del duc Galeàs Maria Sforza. D'aquesta unió nasqué un fill:Giovanni dalle Bande Nere (1498-1526), casat amb Maria Salviati i pares de Cosme I de Mèdici

## Joventut
A la mort del seu pare, ocorreguda l'octubre de 1440, rebé juntament amb el seu germà la tutoria dels seus cosins Llorenç i Julià de Mèdici, i foren educats pels humanistes Marsilio Ficino i Agnolo Poliziano. La relació amb Llorenç el Magnífic posteriorment es deteriorà per motius econòmics, havent-se quedat aquest el patrimoni de Giovanni en lloc d'administrar-lo. A la mort del Magnífic es posicionà en la facció contrària del seu successor, Pere II de Mèdici, sent exiliat de la ciutat el 1494.
Gràcies a la invasió de Carles VIII de França de la península Itàlica l'octubre d'aquell mateix any aconseguí retornar a la ciutat de Florència, la qual havia expulsat del poder Pere II i havia instaurat una autèntica república. Instal·lat novament a la ciutat donà suport a Girolamo Savonarola, el qual li donà el sobrenom de il Popolano (en català: "el Popular").